# Диклић
Диклић је српско-хрватско презиме, које претежно носе Срби. Може се односити на следеће особе:
- Арсен Диклић (1922–1995), југословенски српски песник, романсијер и филмски редитељ
- Богдан Диклић (1953), југословенски и српски глумац
- Јасна Диклић (1946), југословенска и босанска глумица
- Споменка Хрибар рођена Диклић (1941), словеначка књижевница, филозофкиња, социолог, политичарка, колумниста и јавна интелектуалка